# Romeo Must Die
Romeo Must Die ist ein US-amerikanischer Actionfilm von 2000. Er wurde von Andrzej Bartkowiak gedreht, der damit seinen Einstieg als Regisseur gab, und von Joel Silver produziert. Die Grundidee basiert auf dem Drama Romeo und Julia, die von Jet Li und Aaliyah verkörpert werden. Für die jung verstorbene Aaliyah blieb es der einzige Film, der zu ihren Lebzeiten veröffentlicht wurde.

## Handlung
In Oakland, am östlichen Ende der Bucht von San Francisco, kämpfen ein chinesisches und ein afroamerikanisches Syndikat mit allen Mitteln um die Vorherrschaft im dortigen Hafengebiet.
Als Po Sing, der Sohn des chinesischen Bandenchefs Ch’u Sing, mit einer Kugel im Kopf und an einer Straßenlaterne aufgeknüpft gefunden wird, verdächtigt dessen Vater die konkurrierende Bande von Isaak O’Day. Dieser beauftragt seine rechte Hand Mac, der bereits seit vielen Jahren im Dienste der Familie steht, seinen beiden Kindern Trish und Colin als Vorsichtsmaßnahme Personenschutz zu geben. Derweil entflieht Han Sing, Bruder des Ermordeten, dem Gefängnis in Hongkong, wo er einsaß, um seinem Vater und seinem Bruder die Flucht in die USA zu ermöglichen, als ihre kriminellen Machenschaften aufgedeckt wurden. Han reist nach Oakland und trifft dort zufällig auf Trish, welche die Geschäfte ihres Vaters missbilligt und sich ihrem Beschützer Maurice entzieht. Im Laufe der Zeit bauen die beiden eine Freundschaft auf.
Unterdessen plant die National Football League in dem Viertel ein neues Football-Stadion zu bauen, wofür zahlreiche Grundstücke bester Lage aufgekauft werden müssen. Ihr Vermittler Vincent Roth hat beide Syndikate damit beauftragt, bis zu einem gewissen Termin den bisherigen Besitzern Kaufverträge anzubieten und sie, wenn nötig, mit allen Mitteln – auch unter Anwendung von Gewalt – zur Unterschrift zu „überreden“. Für beide Banden ist dies ein lukratives Geschäft, und O’Day will, auf diese Weise finanziell abgesichert, es sich und seinen Kindern ermöglichen, aus dem Gangstermilieu endgültig auszusteigen. Allerdings wird auch Trishs Bruder Colin ermordet, und Han versucht gemeinsam mit Trish, die Hintergründe der Morde aufzudecken. Sie kommen hinter das schmutzige Immobiliengeschäft, ebenso wie vor ihnen Po, der Colin darüber informieren wollte, so dass beide sterben mussten.
Schließlich kommt es zur Verkaufsabwicklung der unterzeichneten Kaufverträge mit Roth. Der zahlt zunächst die Chinesen aus, dann O’Day. Dieser möchte jedoch Roth den Scheck in Höhe von 38 Millionen US-Dollar als Investitionseinlage zurückgeben – er möchte als erster afroamerikanischer Teilhaber eines Stadions der NFL in die Geschichte des Football-Sports eingehen. Mac hingegen plant kurzfristiger. Er hat Trish als Geisel genommen und verlangt nun von O’Day die Herausgabe des Schecks. Siegessicher prahlt er damit, Colin getötet zu haben, woraufhin O’Day über ihn herfällt. Im Handgemenge löst sich ein Schuss und O’Day bricht verwundet zusammen. Als Mac auf das Dach des Gebäudes läuft, wird er von Han gestellt. Han verdächtigt Mac, auch seinen Bruder getötet zu haben. Mac offenbart jedoch, dass Po aus den eigenen Reihen ermordet wurde. Als Mac daraufhin Han mit den Worten: „Entschuldige Romeo, aber du musst leider sterben!“ erschießen will, kommt Trish ihm zuvor und erschießt ihn.
Han begibt sich zum Anwesen seines Vaters und trifft dort auf seinen ehemals besten Freund Kai, die langjährige rechte Hand von Ch’u Sing. Dieser gibt zu, mit Mac zusammengearbeitet und Po getötet zu haben. Im darauffolgenden Kampf wird Kai von Han getötet. Anschließend geht Han zu seinem Vater, dem er vorwirft, nicht auf seinen Sohn Po aufgepasst, sondern ihn für seine Geschäfte geopfert zu haben. Als Han seinen Vater verlässt, erschießt dieser sich selbst.

## Hintergrund
Romeo Must Die wurde in Oakland, San Francisco, Vancouver und Coquitlam gedreht. Die Dreharbeiten begannen am 3. Mai 1999 und endeten am 23. Juli 1999. Das Budget des Films wurde auf 25 Millionen US-Dollar geschätzt. Seine Premiere feierte der Film am 20. März 2000 in den USA. In Deutschland war der Film erstmals am 8. Juni 2000 zu sehen, die Veröffentlichung in der Schweiz erfolgte am 22. Juni 2000. In den USA wurden am Eröffnungswochenende über 18 Millionen US-Dollar eingespielt, insgesamt beliefen sich die Einnahmen in den USA auf fast 56 Millionen US-Dollar.
Ursprünglich war geplant, dass Jet Li und Aaliyah am Ende eine Kuss-Szene haben würden, jedoch wurde diese in der finalen Fassung herausgeschnitten. Fans warfen der Produktionsfirma vor, sich nicht zu trauen, offensiv für gemischtrassische Beziehungen zu werben. Jedoch kommentierte Jet Li das Herausschneiden damit, dass es im Film nicht passen würde, wenn er am Ende ein Mädchen küsst, während kurz zuvor ein enges Familienmitglied gestorben sei.
Für die auf dem Golfplatz spielende Szene wurde derselbe Golfplatz genutzt, der bereits im Spielfilm Happy Gilmore zu sehen war, als der Protagonist von Bob Barker verprügelt wird. Die Szenen, die Verletzungen in Röntgenbild-artiger Darstellung zeigen, sind per CGI entstanden und erinnern an den bereits 1974 erschienenen Film „Der Wildeste von Allen“ mit Sonny Chiba. Als die Szene, in der Football gespielt wird, gedreht wurde, war der Himmel wolkenverhangen, jedoch wurde durch entsprechende Hintergrundbeleuchtung und geschickt gewählte Einstellungen der Kamera die Illusion geschaffen, es handele sich um einen sonnigen Tag. Die Szene, in der Jet Li als Waffe einen Feuerwehrschlauch wählt, wurde von Jason Statham im Film Transporter – The Mission aufgegriffen. In der Szene, in der Trish, gespielt von Aaliyah, ihren Bodyguard Maurice im Plattenladen zurücklässt, um sich heimlich von ihm abzusetzen, stürmt dieser aus dem Geschäft durch eine Tür, an der ein Plakat von Aaliyah angebracht ist, und brüllt dabei: „Trish! I’m gonna find your Aaliyah-lookin’ ass!“ In der deutschsprachigen Synchronisation ist diese Anspielung auf die Darstellerin verloren gegangen.
Romeo Must Die ist der erste Film, bei dem Jet Li seine Hauptrolle in englischer Sprache zu bewältigen hatte.
Für Aaliyah war Romeo Must Die ihr Debüt als Schauspielerin und zugleich der einzige Spielfilm mit ihrer Beteiligung, der noch zu Lebzeiten veröffentlicht wurde. Andrzej Bartkowiak feierte mit diesem Film sein Regiedebüt.

## Deutsche Synchronfassung
Die Synchronregie der deutschen Synchronbearbeitung führte Frank Schaff.
| Darsteller        | Deutscher Sprecher       | Rolle               |
| ----------------- | ------------------------ | ------------------- |
| Jet Li            | Simon Jäger              | Han Singh           |
| Aaliyah           | Tanja Geke               | Trish O’Day         |
| Anthony Anderson  | Jan Odle                 | Maurice             |
| Isaiah Washington | Udo Wachtveitl           | Mac                 |
| Delroy Lindo      | Volker Lechtenbrink      | Isaak O’Day         |
| Russell Wong      | David Nathan             | Kai                 |
| D. B. Woodside    | Oliver Feld              | Colin O’Day         |
| William S. Taylor | Engelbert von Nordhausen | Harold              |
| Benz Antoine      | Stefan Fredrich          | Krabbenmann         |
| Morgan Reynolds   | Heidrun Bartholomäus     | Morgan              |
| Perry Solkowski   | Peter Flechtner          | Perry der Anchorman |
| Jon Kit Lee       | Gerrit Schmidt-Foß       | Po Singh            |
| DMX               | Fabian Körner            | Silk                |
| Edoardo Ballerini | Frank Schaff             | Vincent Roth        |

## Soundtrack
Der Soundtrack wurde 2000 von Blackground Entertainment veröffentlicht und umfasst 18 Musiktitel, darunter vier Songs von der im Film zu sehenden Aaliyah, einen Titel des ebenfalls in einer Nebenrolle zu sehenden Rappers DMX sowie diverse Songs von weiteren bekannten Künstlern.
| Nr. | Titel                                  | Interpret                |
| --- | -------------------------------------- | ------------------------ |
| 1.  | Try Again                              | Aaliyah/Timbaland        |
| 2.  | Come Back In One Piece                 | Aaliyah/DMX              |
| 3.  | Rose in a Concrete World (J Dub Remix) | Joe                      |
| 4.  | Rollin’ Raw                            | The B.G                  |
| 5.  | We At It Again                         | Timbaland & Magoo        |
| 6.  | Are You Feelin’ Me?                    | Aaliyah/Timbaland        |
| 7.  | Perfect Man                            | Destiny’s Child          |
| 8.  | Simply Irresistible                    | Ginuwine                 |
| 9.  | It Really Don’t Matter                 | Confidential             |
| 10. | Thugz                                  | Mack 10 & The Comrades   |
| 11. | I Don’t Wanna                          | Aaliyah                  |
| 12. | Somebody Gonna Die Tonight             | Dave Bing feat. Lil’ Mo  |
| 13. | Woozy                                  | Playa                    |
| 14. | Pump the Brakes                        | Dave Hollister           |
| 15. | This Is a Test                         | Chanté Moore             |
| 16. | Revival                                | Non-A-Miss               |
| 17. | Come On                                | Blade                    |
| 18. | Swung On                               | Stanley Clarke & Politix |

## Kritik
Das Lexikon des internationalen Films urteilt, der Film sei ein „rasanter Actionfilm, der seine wenig stringente Konzeption durch spektakuläre, zum Teil humorige Kämpfe ausgleicht und durch seine reizvoll angedeutete Romeo-und-Julia-Geschichte unterhält“.
Bruno Amstutz von cineman.ch freut sich über „Prügelei statt Poesie“ und die damit sehr freie Adaption von Shakespeares Romeo und Julia, denn „mit dem Thema der verfeindeten Familien, deren Sprösslinge zusammenfinden, hört die Ähnlichkeit zur klassischen Romeo und Julia Geschichte aber schon sehr bald auf.“ Weiterhin lobt er den Regisseur, denn „es ist Bartkowiak anzurechnen, dass er kein simples Schwarz-Weiss-Bild zeichnet, sondern die Charaktere sorgfältig entwickelt und die kulturellen Unterschiede und verschiedenen Rituale der schwarzen und asiatischen Gemeinschaften näher betrachtet.“ Kritisch sieht Amstutz, dass „in den längeren Passagen ohne Actionszenen oft der Zug in der Handlung“ fehle. Daher resümiert er, der Protagonist wird den Zuschauern „wohl kaum wegen der Dialoge in Erinnerung bleiben, sondern wegen seiner perfekten Körperbeherrschung“.

## Auszeichnungen
Bei den Teen Choice Awards wurde der Film 2000 in der Kategorie Choice Drama nominiert. 2001 folgte für Tim Mosley der Gewinn des ASCAP Award in der Kategorie Most Performed Songs from Motion Pictures für den von Aaliyah und Timbaland eingesungenen Titel Try Again. Bei den MTV Movie Awards 2001 erhielt Aaliyah zwei Nominierungen in den Kategorien Best Female Performance und Breakthrough Female Performance, während Jet Li in der Kategorie Best Fight nominiert wurde. Eine Stuntnominierung bei den Taurus Awards 2001 erhielten Gaston Howard, Lloyd Adams, Clay Donahue Fontenot, Ernie Jackson sowie Aubrey Culp in der Kategorie Best Fight. Schließlich wurde ebenfalls 2001 bei den Blockbuster Entertainment Awards die Filmmusik in der Kategorie Favorite Soundtrack (Internet Only) nominiert.
Die Deutsche Film- und Medienbewertung FBW in Wiesbaden verlieh dem Film das Prädikat wertvoll.